# Fermina Oliva y Ocaña
Fermina Oliva y Ocaña (Uclés, Cuenca, 11 de octubre de 1872 - Madrid, 28 de marzo de 1969), fue una de los diez pasajeros españoles que embarcaron en el famoso trasatlántico RMS Titanic en abril de 1912. Fermina Oliva era la dama de compañía del millonario matrimonio español conformado por Víctor Peñasco y Castellana (fallecido a bordo del barco) y su esposa María Josefa Pérez de Soto y Vallejo Peñasco (que sobrevivió al hundimiento, falleciendo en 1969 a los 83 años).

## Biografía

### Inicios
Fermina Oliva y Ocaña nació el 12 de octubre de 1872 en el pueblo de Uclés (provincia de Cuenca). Cuando era muy joven se marchó de su pueblo natal y se fue hacia Madrid, para ayudar a su familia. Allí, se estableció como modista y más tarde le ofrecieron ser la dama de compañía del matrimonio Peñasco, durante su viaje de novios. Los Peñasco se casaron en 1910 y querían realizar una lujosa luna de miel por Europa que duraría más de dos años.

### A bordo del Titanic
En el atardecer del miércoles 10 de abril de 1912, en Cherburgo, Fermina Oliva embarcó en el Titanic junto con los Peñasco. El matrimonio y Fermina ocupaban dos camarotes de primera clase ubicados en la Cubierta C, los Peñasco se alojaron en el camarote C-65 mientras que Fermina lo hizo en una cabina sencilla, justamente situada en frente de sus patrones, la C-109. La noche del hundimiento, Fermina se encontraba en su camarote cosiendo su corsé y no podía conciliar el sueño.
Poco antes de la medianoche del 15 de abril de 1912, Fermina, que estaba cosiendo el corsé de Josefa Pérez 
, notó como el impacto del trasatlántico contra el iceberg detuvo repentinamente el curso del navío. Los empleados del barco le habían dicho que no había ningún problema, pero al poco rato Víctor acudió a llamarla, y subió con el matrimonio a cubierta, donde les dijeron que el accidente no se trataba de nada grave. Pero el tiempo pasaba y, pasada la medianoche, comenzaron a bajar los primeros botes salvavidas. Antes de que los tres se dirigieran a la Cubierta de Botes, Fermina solo se llevó, de entre tantos objetos de su equipaje, una estampa de San José que tenía encima de su cama, guardándosela bajo el salvavidas y encomendándose a ella.
Una vez en la estación de botes salvavidas, Josefa tuvo que abordar el bote salvavidas n.º 8 del costado de babor en contra de su voluntad, puesto que Víctor no podía acompañarla debido al veto establecido contra los hombres por la exclusiva orden de mujeres y niños solamente. No obstante, el señor Peñasco logró despegarse de su mujer lanzándola a los brazos de dos pasajeras que se disponían a embarcar en aquella lancha. Se trataba de Noël Leslie, condesa de Rothes, quien previamente había intentado persuadirla sin éxito, y la prima política de ésta, Gladys Cherry. El bote comenzó a bajar, y Fermina, presa del miedo de estar en un buque hundiéndose y rodeada de gente que no hablaba su idioma, empezó a llorar y a gritar, ante lo cual un oficial la "arrojó como un saco de paja" hasta el bote, donde se reunió con su señora.
En la mañana del día 15 de abril, Fermina y su jefa subieron exhaustas a bordo del RMS Carpathia.

### Últimos años

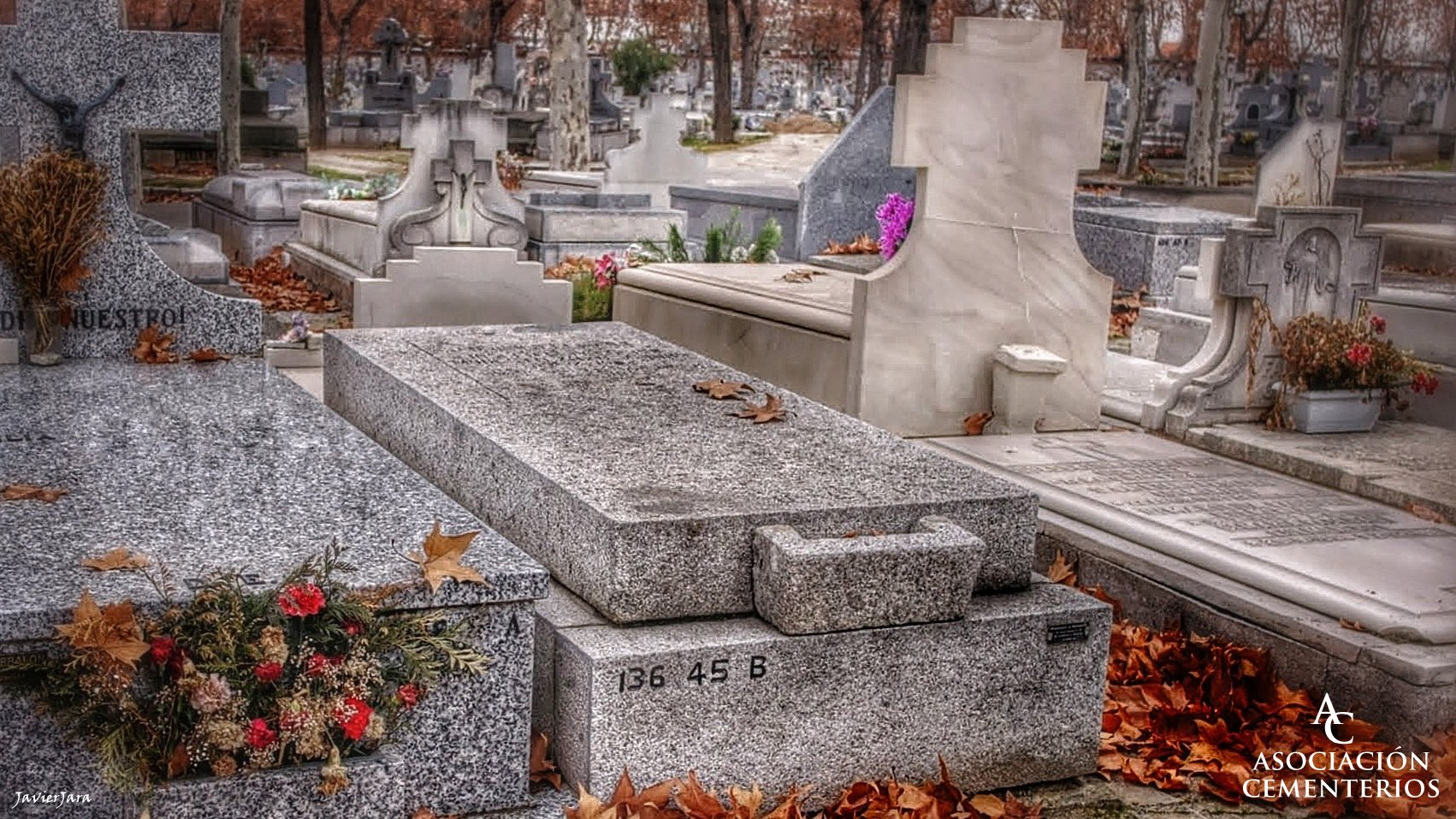
Sepultura de Fermina en el cementerio de la Almudena

Después de esa experiencia, Fermina Oliva no quiso volver a hablar de este triste hecho. No obstante, en noviembre de 1959, a sus entonces 87 años y con motivo del estreno en España de la película británica sobre el hundimiento del Titanic, La última noche del Titanic, se le concedió una breve entrevista para el periódico ABC. Contando escuetamente sus distorsionados recuerdos del naufragio acaecido 47 años atrás.
Volvió a su vida de costurera, en su casa de la calle Regueros de Madrid, que más tarde convertiría en una pensión y continuó trabajando durante algunos años más para la viuda de Víctor Peñasco. Siempre fue soltera y no tuvo hijos. Falleció el 28 de marzo de 1969, a la edad de 96 años, y fue enterrada en el cementerio de la Almudena.